# Захарий
 Тази статия е за римския папа.  За охридския архиепископ вижте Захарий (охридски архиепископ).  
Захарий (на латински: Zacharias) е римски папа от 10 декември 741 г. до смъртта си на 15 март 752 г. Той е един от малкото папи, които запазват рожденото си име след избирането им за папа.
В опит да християнизира Рим, Захарий построява оригиналната църква „Санта Мария сопра Минерва“ върху древен храм на Минерва близо до Пантеона. Той също така възстановява Латеранския дворец.